# Falsificatorii (film)
Falsificatorii (titlul original: în germană Die Fälscher) este un film austro-german din 2007 scris și regizat de Stefan Ruzowitzky. La cea de-a 80-a ediție a premiilor Oscar a obținut premiul pentru cel mai bun film străin.

## Distribuție
- Karl Markovics – Salomon Sorowitsch
- August Diehl – Adolf Burger
- Devid Striesow – Sturmbannführer Friedrich Herzog
- Martin Brambach – Hauptscharführer Holst
- August Zirner – Dr. Klinger
- Veit Stübner – Atze
- Sebastian Urzendowsky – Kolya Karloff
- Andreas Schmidt – Zilinski
- Tilo Prückner – Dr. Viktor Hahn
- Lenn Kudrjawizki – Loszek
- Norman Stoffregen – Abramovic
- Marie Bäumer – Aglaya

## Premii și nominalizări
- Oscar 2008
  - Câștigat; Cel mai bun film străin; Austria[5]

- Festivalul de Film de la Berlin, 2007
  - Nominalizat; Ursul de Aur; Stefan Ruzowitzky

- Premiile de Film Germane, 2007
  - Câștigat; Cel mai bun actor într-un rol secundar; Devid Striesow
  - Nominalizat; Cel mai bun actor ; Karl Markovics
  - Nominalizat; Cel mai bun scenariu; Stefan Ruzowitzky